# ŽRK Lokomotiva Zagreb
ŽRK Lokomotiva je ženski rukometni klub iz Zagreba osnovan 1. veljače 1949. godine. Uz Podravku iz Koprivnice, jedan je od dva najuspješnija kluba u hrvatskoj ženskoj rukometnoj ligi. Tijekom devedesetih klub je djelovao i pod nazivom Kraš.

## Uspjesi
- najbolji ženski klub grada Zagreba: 2007.
- najbolja rukometašica u Hrvatskoj (3): Adriana Prosenjak (1993.), Klaudija Bubalo (1994.), Maida Arslanagić (2006.)

#### Državna natjecanja
- prvenstva (14)
  - prvenstvo Jugoslavije (10): 1956., 1959., 1962., 1964., 1965., 1968., 1969., 1970., 1974., 1991.
  - prvenstvo Hrvatske (4): 1992., 2004., 2014., 2022.

- kupovi (14)
  - kup Jugoslavije (8): 1956., 1957., 1958., 1959., 1960., 1965., 1971., 1988.
  - kup Hrvatske (6): 1992., 2005., 2007., 2014., 2018., 2021.

#### Međunarodna natjecanja
- osvajačice:
  - Kup EHF za žene: 1991.
  - EHF Challenge Cup: 2016./17.[1]

- finalistice :
  - Kup europskih prvakinja (1): 1974./75.
  - Kup pobjednica kupova: 1979./80., 1995./96., 1997./98.
  - EHF Europski kup: 2020./21.[2]

Osvajačice Kupa IHF 1991. godine bile su: Adriana Prosenjak, Renata Pavlačić, Brezić, Ines Dogan, Damitšova, Čotar, Klaudija Klikovac i druge. Vodio ih je Josip Šojat.

### Plasmani uWRHL ligi
| sez       | poz  | ut | pob | ner | por | golovi  | bod | doigravanje |
| --------- | ---- | -- | --- | --- | --- | ------- | --- | ----------- |
| 2008./09. | 5./6 | 10 | 3   | 0   | 7   | 285:310 | 6   |             |
| 2009./10. | 5./6 | 10 | 1   | 0   | 9   | 271:307 | 2   |             |
| 2012./13. | 3./8 | 14 | 8   | 1   | 5   | 370:363 | 17  | 3.          |
| 2013./14. | 3./6 | 10 | 5   | 1   | 4   | 254:245 | 11  |             |

## Poznate igračice
Nada Vučković, Božena Vrbanc Goleš, Mara Torti, Ines Dogan, Klaudija Klikovac, Nataša Kolega, Koraljka Milić, Maja Mitrović, Elena Nemaškalo, Renata Pavlačić, Adriana Prosenjak, Jasna Ptujec, Danijela Tuđa, Ana Titlić. 

## Poznati treneri
Josip Šojat, Velimir Kljaić, Irfan Smajlagić, Krešo Pavlin.

## Unutrašnje poveznice
- RK Lokomotiva Zagreb (muškarci)

## Vanjske poveznice
- RK Lokomotiva Zagreb – službene stranice  Arhivirana inačica izvorne stranice od 3. ožujka 2011. (Wayback Machine)